# Ropalodontus camelus
Ropalodontus camelus is een keversoort uit de familie houtzwamkevers (Ciidae). De wetenschappelijke naam van de soort werd in 1876 gepubliceerd door Elzéar Emmanuel Arène Abeille de Perrin.